# Zsolt Vereczkei
Zsolt Vereczkei (Nyírbátor, 22 de febrero de 1977) es un deportista húngaro que compitió en natación adaptada. Ganó siete medallas en los Juegos Paralímpicos de Verano entre los años 1992 y 2016.

## Palmarés internacional
| Juegos Paralímpicos | Juegos Paralímpicos      | Juegos Paralímpicos | Juegos Paralímpicos |
| Año                 | Lugar                    | Medalla             | Prueba              |
| ------------------- | ------------------------ | ------------------- | ------------------- |
| 1992                | Barcelona (España)       | Medalla de oro      | 50 m espalda S5     |
| 1996                | Atlanta (Estados Unidos) | Medalla de oro      | 50 m espalda S5     |
| 2000                | Sídney (Australia)       | Medalla de oro      | 50 m espalda S5     |
| 2004                | Atenas (Grecia)          | Medalla de bronce   | 50 m espalda S5     |
| 2008                | Pekín (China)            | Medalla de bronce   | 50 m espalda S5     |
| 2012                | Londres (Reino Unido)    | Medalla de bronce   | 50 m espalda S5     |
| 2016                | Río de Janeiro (Brasil)  | Medalla de bronce   | 50 m espalda S5     |